# Зарядна машина
Зарядна машина (англ. charger, charge loader, нім. Aufladungsmaschine f) — пристрій для механізованої подачі ґранульованої, патронованої і рідкої вибухової речовини в зарядні порожнини (свердловини, шпури, котли, камери) при відкритих і підземних гірничих роботах, а також для приготування ВР в процесі заряджання. 3.м. для відкритих робіт складається з автомобіля, ємності для ВР або її компонентів, пристрою для подачі ВР у свердловину, змішувача, систем управління і контролю. З.м. для підземних робіт випускають в самохідному, пересувному та переносному варіантах, як правило, з пневматичною подачею ВР. Продуктивність 3.м. для заряджання шпурів і свердловин — 500 кг/хв., для підземних робіт — 100 кг/хв.
Для дозування компонентів ігданіту та (або) водозаповнених ВР, їх змішування і заряджання до свердловин застосовуються змішувально-зарядні машини (З.-З.м.).

## Змішувально-зарядна машина СУЗН-5
Для застосування на кар'єрах призначена універсальна змішувально-зарядна машина СУЗН-5 на базі автомобіля КрАЗ-222 з іскрогасником. У нижній частині бункера устатковані два корита зі шнеками, які подають аміачну селітру з бункера у живильник, де вона зро-шується дозованою кількістю дизельного пального. Готова суміш по шлангу нагнітається у свердловини.

## Змішувально-зарядна машина МЗ-3
Досконаліша З.-З.м. МЗ-3, в якій змішування компонентів ігданіту відбувається у змішувальній камері, а подача ВР у свердловину дозованими порціями відбувається під тиском стисненого повітря по шлан-гу, який опускається у свердловину і вилучається з неї шляхом автоматично керованого барабану. МЗ-3 забезпечує густину заряджання 1,15 г/см3.

## Змішувально-зарядна установка ЗМБС-1
Для підземних робіт застосовується пересувна змішувально-зарядна установка ЗМБС-1, яка змонтована на рамі вагонетки. Вона встановлюється на відкаточному горизонті і спроможна транспортувати ігданіт на 250 м, в тому числі 80 м по вертикалі з продуктивністю 6 т/год.
ЗМБС-1 використовується також для зволоження сухих ґранулітів і зерно-ґранулітів у процесі їх заряджання. З.-З.м. для водонаповнених ВР, наприклад МЗ-3В, мають додаткову ємність для води або розчину аміачної селітри. Для виготовлення ігданіту поширені два типи змішувачів — переносні та стаціонарні.
Для введення патронів ВР у свердловини глибиною понад 5 м діаметром 40-50 мм і кутом нахилу до 0,35 рад (до 20о) за-стосовується гідравлічний зарядник свердловин. При тиску во-ди 0,5 МПа швидкість руху патрона 15 м/с. Тривалість операції подачі патрона ВР на довжину 15 м — 1,3 с, кінцева швидкість руху патрона — не більше 1 м/с. Застосовується при вибухогідравлічній відбійці вугілля.